# La Chapelle-sur-Coise
 La Chapelle-sur-Coise  es una población y comuna francesa, en la región de Auvernia-Ródano-Alpes y el departamento de Ródano.

## Demografía
| 282 | 244 | 243 | 294 | 313 | 382 | 513 | 565 |
| Para los censos de 1962 a 1999 la población legal corresponde a la población sin duplicidades (Fuente: INSEE [Consultar]) |     |     |     |     |     |     |     |